# Lista de exploradores portugueses

## Período dos descobrimentos

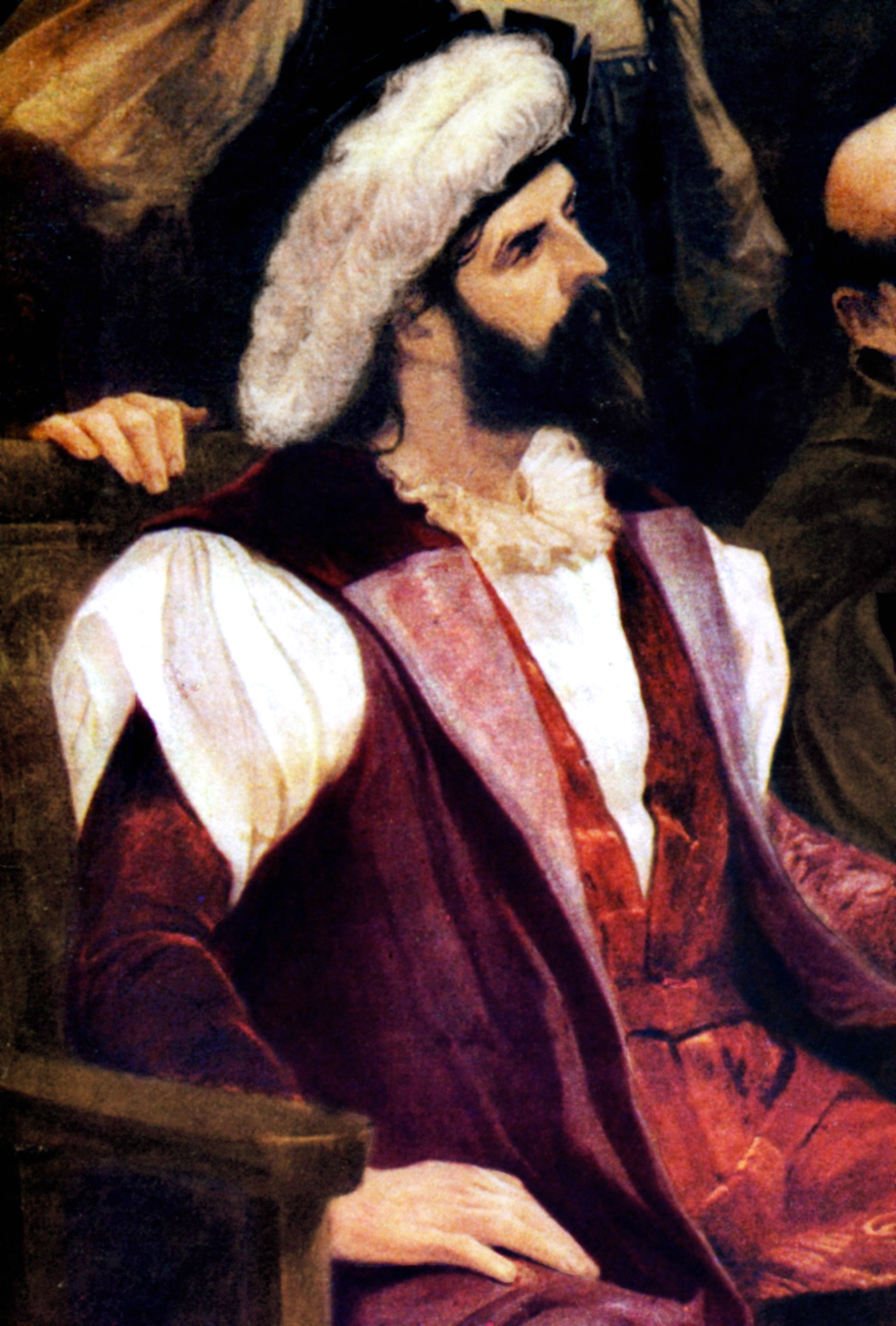
Pedro Álvares Cabral aos 32 ou 33 anos de idade em uma pintura do início do século XX. Não há registros de retratos de Cabral contemporâneos à sua época.

- Afonso de Albuquerque, almirante naval e vice-rei da Índia
- Afonso de Paiva, diplomata e explorador na Etiópia
- Afonso Gonçalves Baldaia, explorador da costa africana
- António Fernandes
- Bartolomeu Dias, explorador da costa africana
- Dinis Dias, explorador da costa africana
- Diogo Cão, explorador da costa africana
- Diogo de Azambuja, explorador da costa africana
- Diogo de Silves, explorador das ilhas atlânticas
- Diogo Soares
- Domingo Paes
- Duarte Barbosa
- Duarte Pacheco Pereira, explorador do Atlântico
- Fernão de Magalhães
- Fernão Mendes Pinto
- Francisco Serrão
- Gaspar Corte Real
- Gil Eanes, explorador da costa africana
- Gonçalo Eanes
- João da Nova
- João Fernandes
- João Fernandes Lavrador
- João Rodrigues Cabrilho
- Martim Afonso de Sousa
- Pedro Álvares Cabral, descobridor do Brasil em 1500
- Pedro de Barcelos, explorador da América do Norte
- Pêro da Covilhã, diplomata e explorador na Etiópia e na Índia
- Tristão da Cunha, general naval e descobridor
- Tristão Vaz Teixeira, explorador das ilhas atlânticas
- Vasco da Gama, liderou a descoberta da rota marítima para a Índia em 1498

## Século XVIII
- Francisco José de Lacerda e Almeida
- Manoel Viriato da Gaia, Explorador do Brasil, chegou no Pará na década de 1860.

## Século XIX
- Hermenegildo Capelo, explorador da África
- Roberto Ivens, explorador da África
- Serpa Pinto, explorador da África
- Silva Porto, explorador da África

## Século XX
- Gago Coutinho, primeiro a atravessar o Oceano Atlântico Sul por via aérea
- Henrique de Carvalho
- João Garcia
- Sacadura Cabral